# Subr

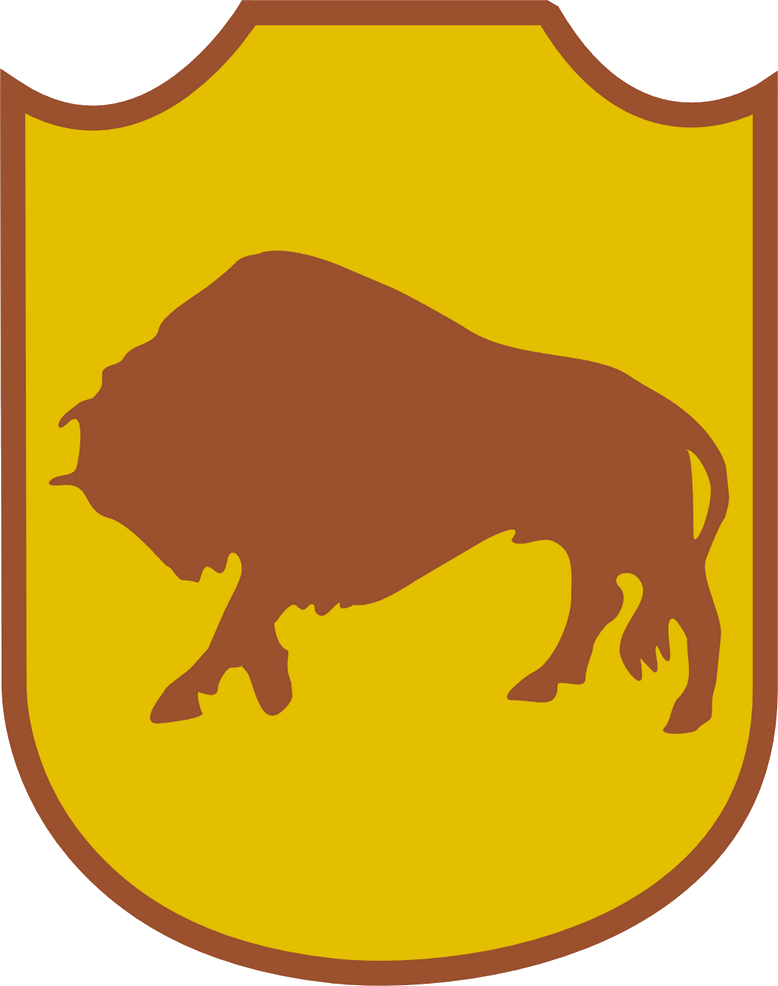
Schematische Darstellung eines Wisents, wie sie auch von Subr verwendet wurde…

Subr (belarussisch ЗУБР, englisch Zubr) war eine Jugendorganisation in Belarus, die in Opposition zu Präsident Aljaksandr Lukaschenka stand. Sie wurde von der Studentenbewegung Otpor und von den Schriften Gene Sharps über Gewaltfreie Aktion beeinflusst. International bekannt wurde Subr, als sich 2005 die Außenministerin der USA Condoleezza Rice in Litauen mit ihren Führern traf. 
Die Organisation ist nach dem Wisent (lateinisch Bison bonasus; russisch Зубр) benannt, der in Belarus als Wappentier verehrt wird. Als Gründungsjahr von Subr gilt das Jahr 2001, als sich Präsident Lukaschenka zwei Jahre nach Ablauf seiner regulären Amtszeit erstmals zur Wiederwahl stellte. Aus Protest gegen die Unterdrückung der Opposition bildeten sich (schwerpunktmäßig in den Gebietshauptstädten des Landes) Jugendgruppen, die mit seinerzeit unorthodoxen Protestformen auf die Unrechtmäßigkeit der Wahl aufmerksam machen wollten und den Oppositionskandidaten Uladsimir Hancharyk unterstützten. Bemerkenswert war, dass Subr ohne organisatorische Anbindung an die etablierten politischen Kräfte des Landes über verhältnismäßig aufwendige Materialien verfügte, so dass nicht nur von Regierungsseite spekuliert wurde, die Gruppen erhielten finanzielle Unterstützung aus dem westlichen Ausland.
Tatsächlich gehörte neben der Organisation von Spontandemonstrationen auch das gezielte Platzieren von Aufklebern mit Parolen und Symbolen der Organisation im öffentlichen Raum zu den Aktionsformen Subrs, was bei damaligen belarussischen Einkommensverhältnissen mit einigem finanziellem Aufwand verbunden war und Zweifel an dem Selbstbild als weitgehend dezentral organisierter Jugendorganisation laut werden ließ. Allerdings blieb der Organisation während ihres Bestehens zwischen 2001 und 2006 unter den gegebenen politischen Verhältnissen eine offizielle Registrierung verwehrt, so dass sich ein Großteil ihrer Aktivitäten im illegalen bzw. halblegalen Rahmen abspielten, was Raum für vielfältige Spekulationen und Vermutungen bot. Hierzu gehört neben der Finanzierung auch die Frage der Urheberschaft für Oppositionskampagnen:
So wird in amerikanischen Medien behauptet, der Versuch, bei der Präsidentschaftswahlen 2006 an die Orange Revolution in der Ukraine mit einer belarussischen Jeans-Revolution anzuknüpfen, gehe auf Subr zurück.
Die Mitglieder der Organisation wurden unter den autoritären Staatsstrukturen im Belarus Lukaschenkas häufig verfolgt und verhaftet. Am 23. Dezember 2005 wurden die Aktivisten Pawel Modscharo, Aljaksandr Marosau und weitere, wegen illegalen Besitzes von Drogen, die ihnen zuvor von Zivilpolizisten zugesteckt worden waren, verhaftet. Am 16. Februar 2006 wurden die Subr-Führer Aleh Mjazeliza und Pawel Juchnewitsch, nach dem Abbruch einer friedlichen Demonstration für die Freilassung verschiedener politischer Gefangener durch die Polizei, inhaftiert. Zwei weitere Mitglieder wurden verhaftet, als sie am 20. Februar 2006 Lukaschenko-kritische Aufkleber verteilten. 
Während der Wahlen 2006 war Subr eng an den Oppositionskandidaten der Vereinigten Demokratischen Kräfte Belarus Aljaksandr Milinkewitsch gebunden. Bereits im Vorfeld der Wahlen organisierte Subr Demonstrationen gegen Wahlfälschung, konnte jedoch anders als die Studentenorganisationen in Serbien, Georgien und der Ukraine ihre Ziele nicht durchsetzen. Das Zeltlager, das sie in Minsk errichteten, wurde letztendlich mit polizeilicher Gewalt wieder geräumt und die Proteste fanden ihr Ende. 
Subr arbeitete nach den Wahlen weiter, musste jedoch verstärkter staatlicher Unterdrückung standhalten. Im Mai 2006 verkündete die Organisation das Ende ihrer Aktivitäten unter dem Namen Subr und floss mit verschiedenen anderen belarussischen Oppositionskräften zusammen.